# Georges-Jean Arnaud
Georges-Jean Arnaud (n. 3 iulie 1928, Saint-Gilles, Languedoc-Roussillon, Franța – d. 26 aprilie 2020, La Londe-les-Maures, Provence-Alpes-Côte d'Azur, Franța) a fost un scriitor francez.

## Biografie
Cea mai cunoscută lucrare a lui Arnaud este La Compagnie des glaces,  o serie de 97 de romane științifico-fantastice post-apocaliptice, care au loc pe Pământ în viitorul îndepărtat, acoperit de gheață și guvernat dictatorial de companii feroviare. Seria a fost adaptată în 2007 într-un serial televiziune intitulat Grand Star (La Compagnie des Glaces în Franța) și a inspirat serialul japonez de anime și manga Overman King Gainer, care a fost distribuit cu un total de 26 de episoade din 2002 până în 2003. Seria a inspirat și jocul video Transarctica (cunoscut în America de Nord ca Arctic Baron). 

## Lucrări scrise

### La Compagnie des glaces
Toate romanele au fost publicate de Fleuve noir. Primul volum a primit în 1988 Premiul Apollo. 

#### La Compagnie des glaces
Seria principală s-a terminat în 1992 cu al 62-lea volum.
1. La Compagnie des glaces  (1980)
2. Le Sanctuaire des glaces  (1980)
3. Le Peuple des glaces  (1981)
4. Les Chasseurs des glaces  (1981)
5. L'Enfant des glaces  (1981)
6. Les Otages des glaces  (1981)
7. Le Gnome halluciné  (1982)
8. La Compagnie de la banquise  (1982)
9. Le Réseau de Patagonie  (1982)
10. Les Voiliers du rail  (1982)
11. Les Fous du soleil  (1983)
12. Network-Cancer  (1983)
13. Station-fantôme  (1983)
14. Les Hommes-Jonas  (1983)
15. Terminus-amertume  (1983)
16. Les Brûleurs de banquise  (1983)
17. Le Gouffre aux garous  (1984)
18. Le Dirigeable sacrilège  (1984)
19. Liensun  (1984)
20. Les Éboueurs de la vie éternelle  (1984)
21. Les Trains-cimetières  (1985)
22. Les Fils de Lien Rag  (1985)
23. Voyageuse Yeuse  (1985)
24. L'Ampoule de cendres  (1985)
25. Sun Company (1986)
26. Les Sibériens  (1986)
27. Le Clochard ferroviaire  (1986)
28. Les Wagons -mémoires  (1986)
29. Mausolée pour une locomotive  (1986)
30. Dans le ventre d'une légende  (1986)
31. Les Échafaudages d'épouvante  (1986)
32. Les Montagnes affamées  (1987)
33. La Prodigieuse agonie  (1987)
34. On m'appelait Lien Rag  (1987)
35. Train spécial pénitentiaire 34  (1987)
36. Les Hallucinés de la voie oblique  (1987)
37. L'Abominable postulat (1988)
38. Le Sang des Ragus (1988)
39. La caste des Aiguilleurs (1988)
40. Les Exilés du ciel croûteux  (1988)
41. Exode barbare (1988)
42. La Chair des étoiles (1988)
43. L'Aube cruelle d'un temps nouveau (1988)
44. Les Canyons du Pacifique (1989)
45. Les Vagabonds des brumes (1989)
46. La Banquise déchiquetée (1989)
47. Soleil blême (1989)
48. L'Huile des morts (1989)
49. Les Oubliés de Chimère (1989)
50. Les Cargos-dirigeables du soleil (1990)
51. La Guilde des sanguinaires (1990)
52. La Croix pirate (1990)
53. Le Pays de Djoug (1990)
54. La Banquise de bois (1990)
55. Iceberg-ship (1991)
56. Lacustra city (1991)
57. L'Héritage du Bulb (1991)
58. Les Millénaires perdus (1991)
59. La Guerre du peuple du froid (1991)
60. Les Tombeaux de l'Antarctique  (1991)
61. La Charogne céleste (1992)
62. Il était une fois la compagnie des glaces (1992)

#### Chroniques glaciaires
Chroniques glaciaires ("Cronici Glaciare") acoperă o perioadă de glaciațiune a Pământului. 
1. Les Rails d'incertitude (1995)
2. Les Illuminés (1997)
3. Le Sang du monde (1998)
4. Les Prédestinés (1999)
5. Les Survivants crépusculaires (1999)
6. Sidéral-Léviathan (1999)
7. L'Œil parasite (1999)
8. Planète nomade (2000)
9. Roark (2000)
10. Les Baleines Solinas (2000)
11. La Légende des Hommes-Jonas (2000)

#### La nouvelle Compagnie des Glaces
Romanele La nouvelle Compagnie des Glaces (Noua companie a gheților) au apărut din 2001  și continuă complotul inițial cu cincisprezece ani mai târziu.
1. La Ceinture de Feu (2001)
2. Le Chenal Noir (2001)
3. Le Réseau de l'Éternelle nuit (2001)
4. Les Hommes du Cauchemar (2001)
5. Les Spectres de l'Altiplano (2001)
6. Les Momies du massacre (2002)
7. L'Ombre du Serpent Gris (2002)
8. Les Griffes de la banquise (2002)
9. Les Forbans du Nord (2002)
10. Les Icebergs lunaires (2002)
11. Le Sanctuaire de légende (2002)
12. Les Mystères d'Altaï (2003)
13. La Locomotive-dieu (2003)
14. Pari cataclysme (2003)
15. Movane la chamane (2003)
16. Channel Drake (2003)
17. Le Sang des Aliens (2004)
18. Caste barbare (2004)
19. Parano River (2004)
20. Indomptable Fleur (2004)
21. Le Masque de l'autre (2004)
22. Passions rapaces (2005)
23. L'Irrévocable testament (2005)
24. Ultime Mirage (2005)

## Legături externe
- Georges-Jean Arnaud la Internet Speculative Fiction Database